# Elffin
Elffin var i den keltiska mytologin i Wales en olycksdrabbad och bitter gestalt.
Elffin var son till en kung vars land drabbades av översvämningar. När han fiskade i en fördämning hade han för en gångs skull tur och fann ett barn som satts ut i sjön. Barnet var Taliesin som blev en mäktig trollkarl och profetisk bard. Senare, när de två anlände till kung Maelgwns land, fängslas Elffin, men räddas senare av just Taliesins kraft.